# Haidao Suanjing

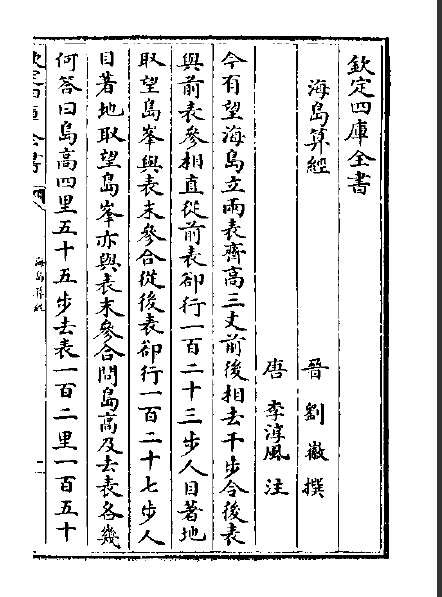
Primera página del Haidao Suanjing en la Siku Quanshu.

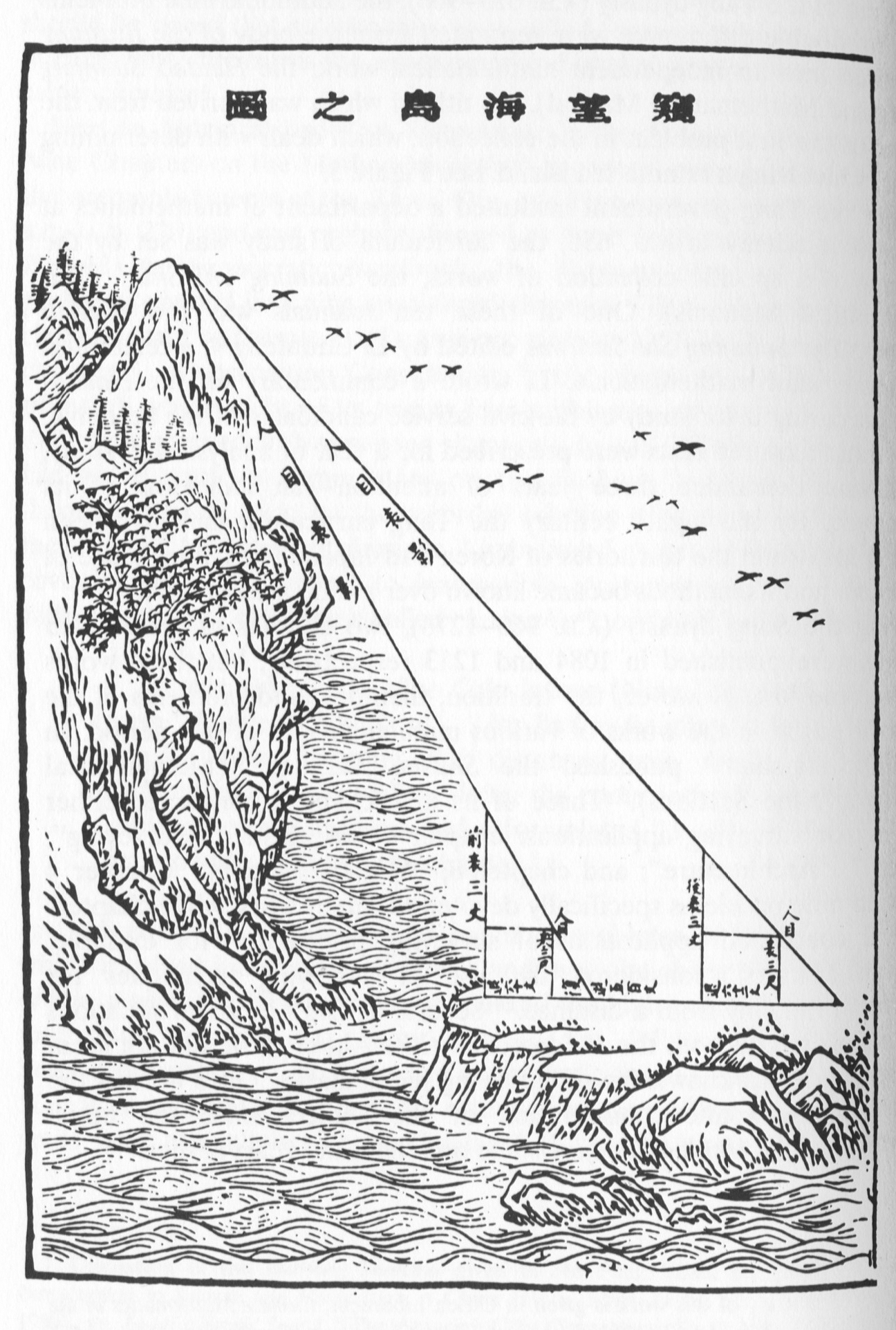
Estudio de la Isla de Mar.

Haidao Suanjing (海岛算经, Hǎidǎo Suànjīng, lit. El clásico matemático de la Isla de Mar) es un antiguo texto escrito por el matemático chino Liu Hui en la era de los Tres Reinos (220-280), como una extensión de Los nueve capítulos sobre el arte matemático.
Durante la dinastía Tang, este apéndice fue tomado de Los nueve capítulos sobre el arte matemático como un libro separado, titulado Haidao Suanjing debido al problema número uno, "Mirando la Isla de Mar". En la época temprana de la dinastía Tang, el Haidao Suanjing fue seleccionado como uno de Los diez cánones del cálculo, una colección oficial de textos matemáticos utilizados para las examinaciones en matemáticas.

## Contenido

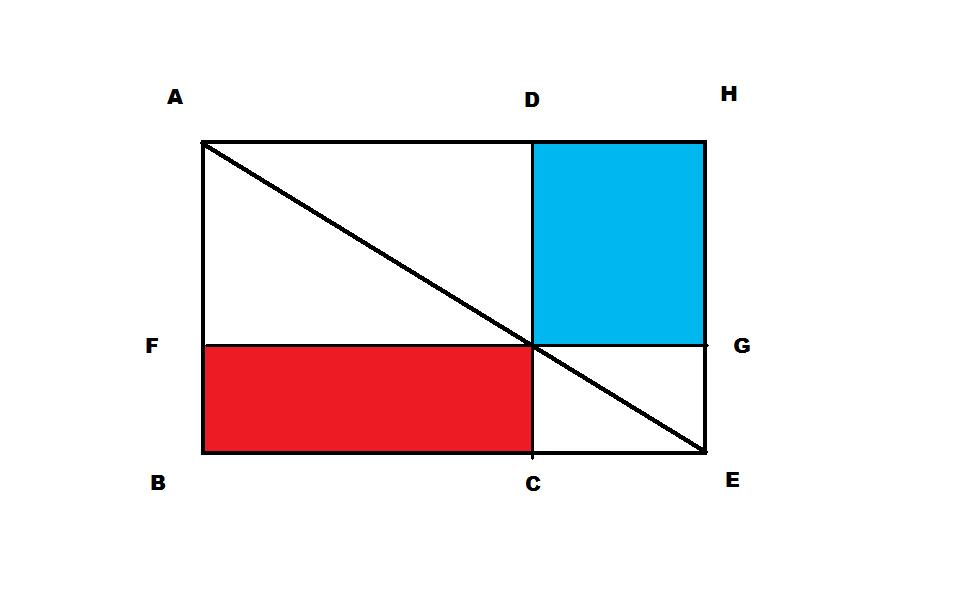
Rectángulo dentro de un triángulo de ángulo recto.

Este libro contenía varios problemas prácticos de topografía utilizando geometría. También proveía instrucciones detalladas de cómo medir distancias y alturas con jalones y barras horizontales arregladas de forma que formen ángulos rectos. Las unidades de medida eran 1 li = 180 zhang = 1800 chi, 1 zhang = 10 chi, 1 chi = 10 sun, 1 bu = 6 chi. El cálculo era realizado con el valor de posición decimal del cálculo con varillas.
Liu Hui utilizó su teorema del rectángulo dentro del triángulo de ángulo recto como la base matemática para la topografía, con su principio del "complemento dentro-fuera", y probó que el área de dos rectángulos inscritos en los dos ángulos rectos complementarios del triángulo eran iguales, así
{\displaystyle \quad CE\cdot AF=FB\cdot BC}

### Estudio de la Isla de Mar

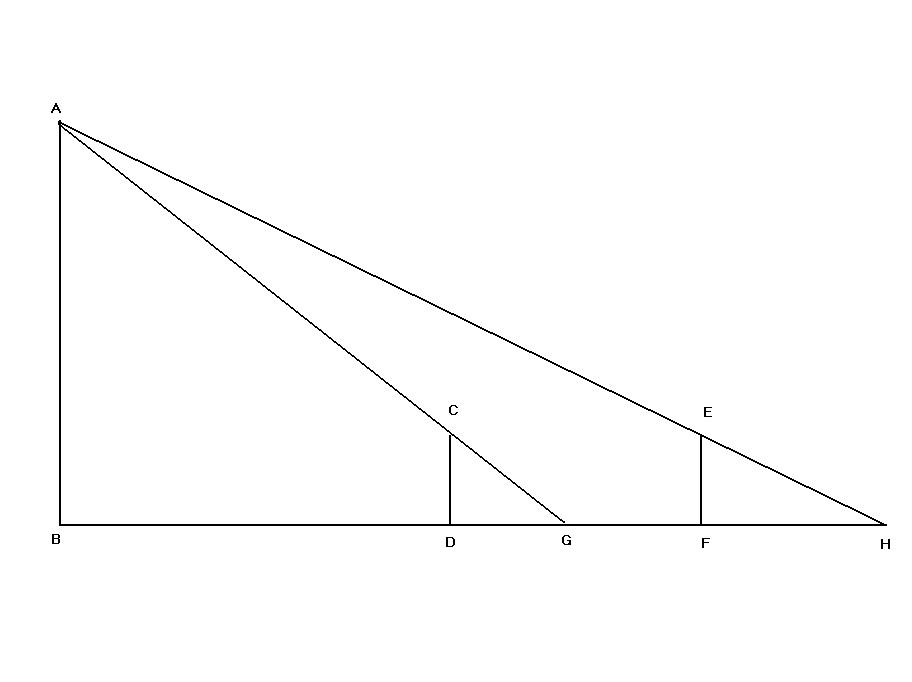
Estudio de la Isla de Mar.

P: Estudiando una isla de mar, coloca dos jalones de 3 zhang separados por 1000 bu, deja los dos jalones y la isla formando un ángulo recto. Retrocede 123 bu desde el jalón del frente, con la vista desde la línea de tierra, la punta del jalón se encuentra en una línea recta con el pico de la isla. Retrocede 127 bu desde el jalón de atrás, la vista desde la línea de tierra también se alinea con la punta del jalón y el pico de la isla. ¿Cuál es la altura de la isla, y cuál es su distancia hacia el jalón?
R: La altura de la isla es 4 li y 55 bu, y su distancia hacia el jalón es 120 li y 50 bu.
Algoritmo: Deja que el numerador iguale la altura del jalón multiplicado por la separación de los mismos, deja al denominador ser la diferencia de las compensaciones, añade el cociente a la altura del jalón para obtener la altura de la isla.
Ya que la distancia del jalón del frente de la isla no se puede medir directamente, Liu Hui creó dos jalones de una misma altura con una distancia conocida uno de otro e hizo dos medidas. El jalón era perpendicular a la Tierra, con la vista desde el nivel de su línea cuando la punta del jalón estaba en línea recta con el pico de la isla, la distancia desde el ojo hacia el jalón era llamada compensación frontal {\displaystyle =DG}, igualmente, la compensación dorsal {\displaystyle =FH}, eso daría la diferencia de compensaciones {\displaystyle =FH-DG}.
Altura del jalón {\displaystyle =CD=30\ {\mbox{chi}}}
Compensación frontal {\displaystyle =DG=123\ {\mbox{bu}}}
Compensación dorsal {\displaystyle =FH=127\ {\mbox{bu}}}
Diferencia de compensaciones {\displaystyle =FH-DG}
Distancia entre los jalones {\displaystyle =DF}
Altura de la isla {\displaystyle =AB}
Distancia del jalón frontal hacia la isla {\displaystyle =BD}
Utilizando su principio de inscribir un rectángulo en un triángulo de ángulo recto para {\displaystyle ABG} y {\displaystyle ABH}, él obtuvo:
Altura de la isla {\displaystyle AB={\tfrac {CD\cdot DF}{FH-DG}}+CD}
Distancia del jalón frontal hacia la isla {\displaystyle BD={\tfrac {DG\cdot DF}{FH-DG}}}.

### Altura de un pino en lo alto de una colina

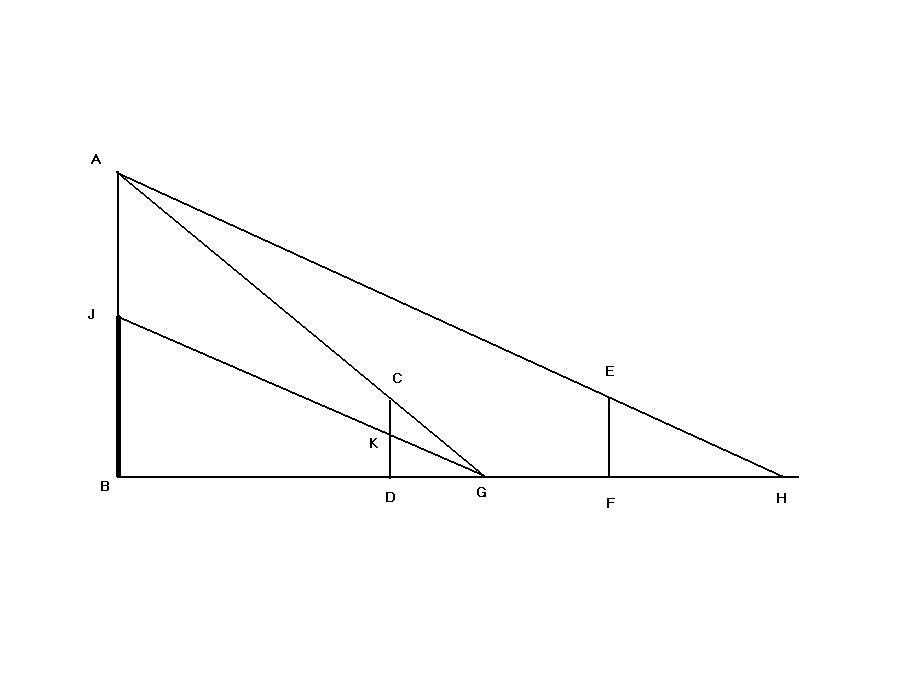
Estudio de un pino en lo alto de una colina.

P: Un pino de altura desconocida en lo alto de una colina, coloca dos jalones de 2 zhang cada uno, uno en el frente y otro 50 bu atrás. Deja al jalón dorsal alinearse con el jalón frontal. Retrocede 7 bu y 4 chi, observa la punta del pino desde la línea de tierra hasta que se alinee con la punta del jalón dorsal, ahora observa el tronco del árbol, la línea de visión interseca a los jalones a 2 chi y 8 sun desde sus puntas. Retrocede 8 bu y 5 chi desde el jalón dorsal, la vista desde la Tierra también se alinea con las puntas del árbol y los jalones. ¿Cuál es la altura del pino, y cuál es su distancia hacia el jalón?
R: La altura del pino es 11 zhang, 2 chi y 8 sun, la distancia de la colina hacia el jalón es 1 li y 28 y cuatro séptimos bu.
Algoritmo: Deja al numerador ser el producto de separación de los jalones y la intersección desde la punta de los jalones, deja al denominador ser la diferencia de compensaciones. Añada la altura del jalón al cociente para obtener la altura del pino.

### El tamaño de la muralla de una ciudad cuadrada vista desde lejos

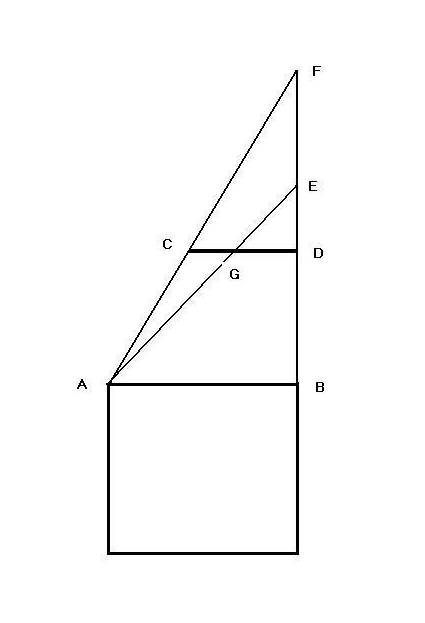
Tamaño de una ciudad cuadrada.

P: Observa una ciudad cuadrada desde el sur de tamaño desconocido. Coloca un gnomo en el norte y dos jalones en el este y en el oeste, separados 6 zhang y unidos con una cuerda al nivel de la vista. Deja al jalón del este alineado con las esquinas NE y SE. Retrocede 5 bu desde el gnomo del norte, observa la esquina NO de la ciudad, la línea de visión interseca la cuerda a 2 zhang, 2 chi y 6,5 sun desde el final del este. Retrocede 13 bu y 2 chi en dirección hacia el norte, observa la esquina NO de la ciudad, la línea de visión se alinea justo con el jalón del oeste. ¿Cuál es la longitud de la ciudad, y cuál es su distancia hacia el jalón?
R: La longitud de la ciudad es 3 li y 43 y tres cuartos bu, su distancia hacia el jalón es 4 li y 45 bu.

### La profundidad de una piscina transparente

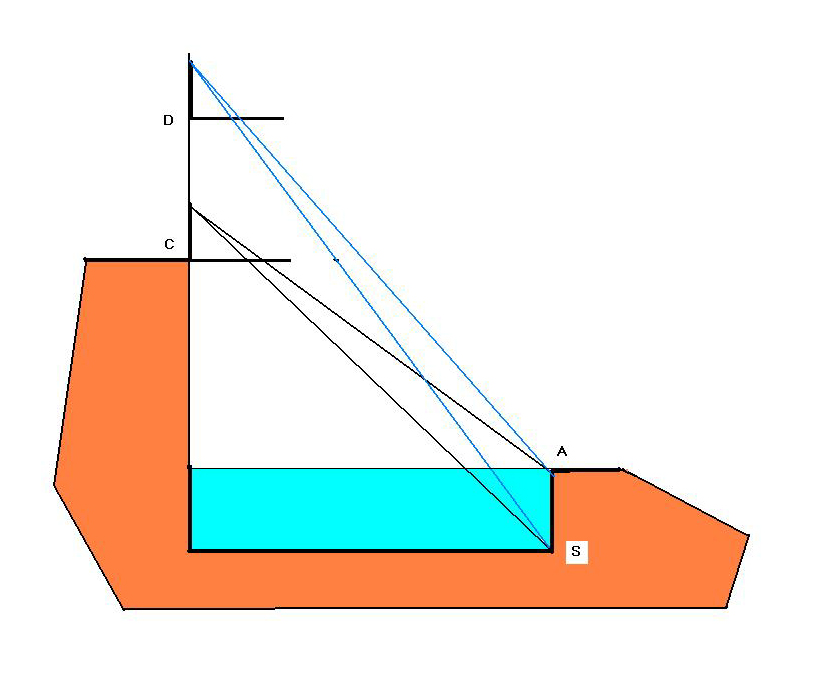
Estudio de la profundidad de una piscina.

## Estudios y traducciones
El misionero protestante británico del siglo XIX Alexander Wylie, en su artículo Jottings on the Sciences of Chinese Mathematics, publicado por North China Herald en 1852, fue la primera persona en introducir el Haidao Suanjing en occidente. En 1912, el historiador matemático japonés Yoshio Mikami publicó The Development of Mathematics in China and Japan, cuyo quinto capítulo fue dedicado a este libro. El ya nombrado matemático francés tradujo el libro al francés en 1932. En 1986, Ang Tian Se y Frank Swetz tradujeron el Haidao al inglés.
Luego de comparar el desarrollo de la topografía en China y el occidente, Frank Swetz concluyó que "en cuanto al esfuerzo del estudio matemático, los logros de China excedieron a esos realizados en occidente por alrededor de mil años."